# Vítor Manuel Marques Moreira
Vítor Manuel Marques Moreira (também conhecido como Vítor Moreira ou Vítor Lisboa) é um cantor português nascido em Lisboa. Tem uma filha chamada Susana.
A sua carreira arrancou com a participação em programas televisivos, participando já na década de 1990 no "Chuva de Estrelas".
Em 1986 venceu a Grande Noite do Fado.
A sua carreira tem andado pelo fado. Vítor Moreira costuma cantar canções conhecidas do fado como "Gaivota".

## Discografia
- A Voz do Fado

## Curiosidades
Participou no programa televisivo "Não Se Esqueça Da Escova De Dentes" apresentado por Teresa Guilherme.
Predefinição:Vencedores Grande Noite do Fado